# ریکاردو فولر
ریکاردو فولر (انگلیسی: Ricardo Fuller؛ زادهٔ ۳۱ اکتبر ۱۹۷۹) بازیکن فوتبال اهل جامائیکا است.
از باشگاه‌هایی که در آن بازی کرده‌است می‌توان به باشگاه فوتبال چارلتون اتلتیک، باشگاه فوتبال میلوال، باشگاه فوتبال پرستون نورث اند، باشگاه فوتبال اولدهام اتلتیک، باشگاه فوتبال ساوت‌همپتون، باشگاه فوتبال پورتسموث، باشگاه فوتبال ایپسویچ تاون، باشگاه فوتبال هارت آف میدلوتیان، باشگاه فوتبال بلکپول، باشگاه فوتبال استوک سیتی، و باشگاه فوتبال کریستال پالاس اشاره کرد.
وی همچنین در تیم ملی فوتبال جامائیکا بازی کرده‌است.